# 앤드리아 로즌

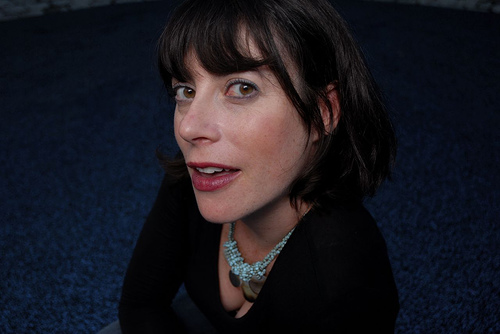

앤드리아 로즌(Andrea Rosen, 1974년 9월 29일 ~ )은 미국의 배우, 연극 배우, 텔레비전 배우, 영화배우이다.
뉴욕에서 태어났다.

## 영화
- 스쿼럴 (2018년)
- 언데이터블 (2010년)
- 르노 911! - 마이애미 (2007년)
- 더 텐 (2007년)
- 처음 본 그녀에게 프로포즈하기 (2006년)
- 총알 탄 사나이 3 (1994년)